# Brigitte Boehme

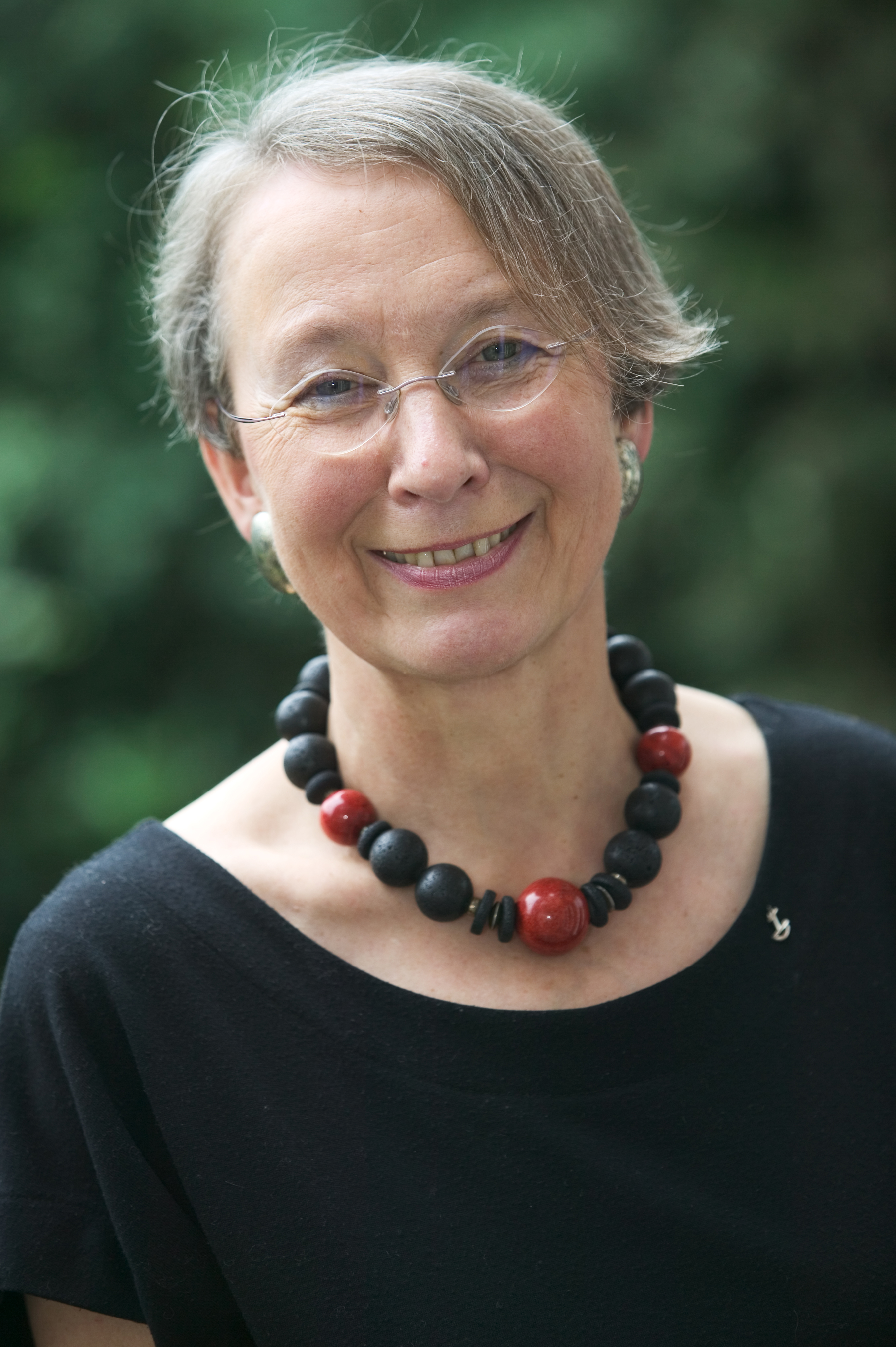
Brigitte Boehme, vor 2009

Brigitte Boehme (* 21. Juni 1940 in Oldenburg (Oldb)) ist eine deutsche Juristin. Sie war von 2001 bis 2013 Präsidentin des Kirchenausschusses und Kirchentages der Bremischen Evangelischen Kirche.

## Biographie
Nach ihrem Jurastudium in Marburg und Münster (1959–1965) folgten 1966 das 1. sowie 1970 das 2. juristische Staatsexamen. Danach war Boehme von 1970 bis 1972 Gerichtsassessorin, anschließend bis 1988 Richterin am Amtsgericht und sodann bis zu ihrer Pensionierung im Jahre 2005 Richterin am Hanseatischen Oberlandesgericht Bremen in Bremen.
Kirchenfern aufgewachsen, ließ sie sich erst im Jahr 1982 taufen.
2001 wurde Boehme von ihrer Heimatgemeinde St. Ansgarii für das Amt der Präsidentin des Kirchenausschusses und Kirchentages der BEK vorgeschlagen und gewählt. 2006 wurde sie wiedergewählt. Als Präsidentin des Kirchenausschusses leitete Boehme die Sitzungen des Kirchentages der Bremischen Evangelischen Kirche. Aufgrund der besonderen Struktur der Bremischen Kirche, die ein freiwilliger Zusammenschluss von in Bremen ansässigen Gemeinden ist, ist ihr Amt nur schwer mit gleichbetitelten Ämtern in der restlichen Kirchenlandschaft Deutschlands vergleichbar. 
Als theologische Laiin nahm Boehme von 2004 bis 2006 an einer Ausbildung zur Prädikantin (Laienpredigerin) innerhalb der Bremischen Kirche teil. Von Ende 2009 bis Ende 2014 gehörte Boehme der EKD-Synode an. Im November 2013 kandidierte sie für das Amt der Präses der Synode, erreichte jedoch nicht die geforderte Mehrheit und zog schließlich ihre Kandidatur zurück.